# アーサー・ヘンダーソン
アーサー・ヘンダーソン（Arthur Henderson, 1863年9月13日 - 1935年10月20日）は、イギリスの政治家、軍縮主義者で、1934年度のノーベル平和賞を受賞した。1908年から1910年、1914年から1917年、1931年から1932年の3度にわたって労働党の党首を務めた。
ヘンダーソンは1863年にスコットランドのグラスゴーで織物職人の息子に生まれた。10歳の時に父親が亡くなり、その後イングランドのニューカッスル・アポン・タインに引っ越した。
ヘンダーソンは12歳の時から機関車工場で働いた。17歳になって見習い期間が終わると、サウサンプトンに1年間赴任し、ニューカッスル・アポン・タインに戻ってからは鉄型職人として働いた。1879年に会衆派教会からメソジストに改宗した。1884年に職を辞し、勉強と説教に没頭した。

## 労働組合の代表
1892年、ヘンダーソンは鉄工業者組合の理事になると同時に労働組合政治の複雑な世界に入り、北東調停委員会の代表にも選ばれた。
ヘンダーソンはストライキには益よりも害の方が多いと信じ、できるだけそれを避ける努力をした。彼は労働組合連盟がストライキの発生を増やすと考えたため、その設立に反対した。

## 労働党の結成
1900年、ヘンダーソンは129人の労働者の代表の1人になり、ケア・ハーディによる労働者代表委員会の結成に参加した。そして1903年にこの組織の会計係に選ばれ、バーナードキャッスルの補欠選挙で下院議員に選ばれた。
1906年、労働者代表委員会は労働党と名前を変え、29議席を獲得した。
1908年、ハーディーが労働党の代表を降りると、ヘンダーソンは党首に就き、1910年まで務めた。

## 大臣として
1914年、第一次世界大戦が勃発し、労働党党首のラムゼイ・マクドナルドが辞任すると、1915年に首相のハーバート・ヘンリー・アスキスが連立政権の樹立を決めた直後、ヘンダーソンは再び党首に選ばれた。そしてヘンダーソンは労働党出身の初めての大臣、教育大臣になった。
1916年、デビッド・ロイド・ジョージがアスキスを辞任に追い込み、首相となった。ヘンダーソンは無任所大臣として縮小された戦時内閣に留まった。労働党系で他に入閣したのはジョン・ホッジとジョージ・バーンズで、ホッジは労働大臣、バーンズは年金大臣となった。戦時国際委員会の設立が内閣の投票で否決されると、ヘンダーソンは1917年8月に辞職した。その直後、彼は労働党の党首からも降りた。

## クーポン選挙と1920年代
1918年12月14日に行われたクーポン選挙でヘンダーソンは落選したが、翌年ウィドネスで行われた補欠選挙で復帰し、選挙後に労働党の院内幹事となった。
1923年の選挙では再び議席を失うが、2か月後のバーンリーでの補欠選挙で再び復活した。マクドナルドによる初の労働党政権で、ヘンダーソンは内務大臣に指名された。この政権は1924年に、『デイリー・メール』紙が掲載したジノヴィエフ書簡の影響もあって敗北した。
ヘンダーソン自身は1924年にも当選し、他の党員から請われたにもかかわらず、マクドナルドの後任になることを拒否した。また労働党内の派閥争いを懸念して、彼は Labour and the Nation という小冊子を出版し、その中で労働党の目的を明確にしようとした。
興味深いことに、ソビエト連邦の共産党の代表、特にウラジーミル・レーニン自身は、ヘンダーソンを騙されやすい人物だと見なし、低く見ていた。

## 外務大臣
1929年、労働党の野党政権ができ、マクドナルドはヘンダーソンを外務大臣に指名した。ソビエト連邦との関係が再構築され、国際連盟にも全面的に協力した。国会では少数派だったが政府は正常に機能した。しかし世界恐慌が発生したことで、政府は危機を迎えた。

## マクドナルドの”裏切り"
委員会が国家予算が深刻な赤字に陥っていることを発見して、1931年に危機が訪れた。これによりイギリスの金融システムが信頼を失い、金本位制でのポンドの地位を脅かした。労働党政権は金本位制を維持して予算のバランスをとることに合意したが、いくつかの提案は否定された。ヘンダーソンは、閣僚の約半数が雇用保険を削減することに反対であることを知り、辞任した。1931年8月24日、マクドナルドはこの危機を乗り切るために、全ての政党の議員を入れた緊急の挙国一致政府を作ることを宣言した。しかしヘンダーソンを党首とする労働党はこの政府を拒否した。経済や政治の状況は不透明ながらも、挙国一致政府は選挙の開催を決定し、与党はイギリス選挙史上最大の地滑り的大勝を収めた。労働党は46議席に留まり、ヘンダーソンも議席を失った。翌年、彼は党首を辞任した。

## 晩年
ヘンダーソンはクレークロスでの補欠選挙でまた国政に復帰し、戦争を止めることに残りの余生を捧げた。彼は世界軍縮会議を主催し、1934年にはノーベル平和賞を受賞した。
ヘンダーソンは1935年に72歳で死去した。息子のうち2人が労働党所属の政治家となった。次男のウィリアムは1945年に、三男のアーサーは1966年に男爵となった。